# Севиър (окръг, Тенеси)
Вижте пояснителната страница за други значения на Севиър.
Окръг Севиър (на английски: Sevier County) е окръг в щата Тенеси, Съединени американски щати. Площта му е 1546 km², а населението – 71 170 души (2000). Административен център е град Севиървил.